# Phauloppia incomperta
Phauloppia incomperta är en kvalsterart som först beskrevs av Pérez-Íñigo och Peña 1996.  Phauloppia incomperta ingår i släktet Phauloppia och familjen Oribatulidae. Inga underarter finns listade i Catalogue of Life.